# Pek van Andel
Pek (officieel: Menko Victor) van Andel (Badhoevedorp, 11 september 1944) is een Nederlands experimenteel oogheelkundige aan de Rijksuniversiteit Groningen.
In 2000 ontving Van Andel mede de Ig Nobelprijs voor Medicijnen voor MRI-scanning van de geslachtsdaad. Hij is bezig met het promoveren op het begrip serendipiteit. Hij ontwikkelde een kunstmatig hoornvlies en ontving hiervoor in 1992 de innovatieprijs van de stad Groningen. In 1996 deed hij experimenteel onderzoek naar de Balpenaffaire in Leiden. Het meest bekend is hij evenwel als verzamelaar en verspreider van voorbeelden van 'serendipiteit': toevallige vondsten in de wetenschap. Zie bijvoorbeeld zijn boekje (samen met Bert Andreae) Ongezochte Vondsten. Een ABC van Serendipiteit (Groningen, 2001, Studium Generale).